# Siamion Sapanenka
Siamion Sapanenka –en bielorruso, Сямён Сапаненка; transliteración rusa, Semion Saponenko– es un deportista bielorruso que compitió en piragüismo en la modalidad de aguas tranquilas. Ganó dos medallas de bronce en el Campeonato Mundial de Piragüismo en los años 2002 y 2005, y dos medallas de bronce en el Campeonato Europeo de Piragüismo de 2004.

## Palmarés internacional
| Campeonato Mundial | Campeonato Mundial | Campeonato Mundial | Campeonato Mundial |
| Año                | Lugar              | Medalla            | Competición        |
| ------------------ | ------------------ | ------------------ | ------------------ |
| 2002               | Sevilla (España)   | Medalla de bronce  | C4 1000 m          |
| 2005               | Zagreb (Croacia)   | Medalla de bronce  | C4 200 m           |
| Campeonato Europeo |                    |                    |                    |
| Año                | Lugar              | Medalla            | Competición        |
| 2004               | Poznań (Polonia)   | Medalla de bronce  | C4 500 m           |
| 2004               | Poznań (Polonia)   | Medalla de bronce  | C4 1000 m          |